# ŠNK Mladost Gornja Gračenica
ŠNK Mladost je nogometni klub iz mjesta Gornja Gračenica. Klub se sastoji od omladinske škole. U sezoni 2021./22. se natječe u 2. ŽNL Sisačko-moslavačka NS Kutina.

Povijest
Klub je osnovan  1966. godine. Prvi službeni nastup bio je 3. srpnja 1966.godine na nogometnom turniru u čast Dana  ostale društveno-političke organizacije. Najveći uspjesi su bili prelazak iz Opštinske grupe u Opštinsku ligu i osvajanje prvog mjesta u Opštinskoj ligi 1971/72., poslije čega je klub prešao u viši rang- Ligu područja.